# Chùa Đồng Ngọ
Chùa Động Ngọ (Chữ Hán: 洞 午寺, phiên âm: Động Ngọ Tự) là một ngôi chùa cổ tọa lạc tại thôn Cập Nhất, xã Tiền Tiến (trước thuộc huyện Thanh Hà), thành phố Hải Dương, tỉnh Hải Dương. Chùa Đồng Ngọ là một trong hai ngôi chùa cổ nhất của Hải Dương. Quốc sư Khuông Việt đã xây dựng chùa này vào năm 971 theo chiếu lệnh của vua Đinh Tiên Hoàng. Hiện nay chùa mang nhiều dấu ấn kiến trúc nghệ thuật cuối thế kỷ XVII, thuộc hệ phái Bắc tông, là di tích lịch sử – văn hóa quốc gia.

## Tên gọi
Tại chùa còn nhiều văn bia cổ và đặc biệt là một chiếc thống đá từ thời Lê có ghi "石 确 洞 午 寺" 1698  (phiên âm: Thạch thống Động Ngọ Tự).Tuy nhiên, do nhầm lẫn mà trên tam quan chùa hiện nay treo biển "同午寺" (phiên âm: Đồng Ngọ Tự).
Chùa thường được người địa phương gọi là chùa Cập Nhất theo tên của thôn nơi chùa tọa lạc, tên Nôm là chùa Phẩm. Chùa còn tên cũ trong các sách cổ là chùa Linh Ứng Động Ngọ (1692) .

## Kiến trúc
Cửa chính vào chùa xây kiểu gác chuông hai tầng, bốn mái chồng diêm, trên có treo một quả chuông cao 1,5m, đúc năm Gia Long thứ 12 (1813). Sau cổng chùa là tòa tiền đường uy nghi 5 gian 2 chái, cửa bức bàn. Nhà tam bảo rộng 4 gian có 21 bức tượng thờ xếp thành các lớp. Sau tam bảo là tổ đường 3 gian 4 mái, tọa lạc trên nền rất cao, phía trước có hai cây đại cổ thụ trên 300 năm tuổi.
Theo dòng chữ khắc trên vì kèo (nóc) chùa: Thái Bình nhị niên thừa Khuông Việt chỉ truyền hạ chiếu tạo tự. Đại Chính nguyên niên sắc tỷ kỳ ly tự Đạo Chu trụ trì thì chùa do nhà sư Khuông Việt khởi dựng vào năm 971 (Thái Bình nhị niên). Năm 1530 (Đại Chính nguyên niên), nhà sư Đạo Chu trụ trì tại đây đã trùng tu lại. Ngôi chùa đã nhiều lần được trùng tu qua các triều Lý, Trần, Lê, Nguyễn. Tại chùa còn nhiều chân tảng, ngói mũi hài cỡ lớn thời Lý, Trần.
Trước năm 1947, chùa có quy mô lớn. Nay nhỏ lại, bố cục vuông vắn, hình chữ quốc, mỗi mặt 5 gian. Đặc biệt là tòa Cửu phẩm vuông, hai tầng 8 mái, với 4 cột suốt, 12 cột con đỡ, 4 mái dưới, mái tầng trên đỡ thêm bởi 4 cột con.
Chùa Động Ngọ còn có nhiều công trình kiến trúc độc đáo bằng đá mới được xây dựng gần đây. Từ cuối thế kỷ XX, đại đức Thích Thanh Thắng, khi về trụ trì tại đây, đã đi khắp các vùng Bắc Bộ kiếm tìm những cối đá, trục đá, cầu đá, quả trục lăn lúa mang về chùa rồi sắp đặt thành các công trình đặc sắc. Nổi bật là bờ tường với chấn song trục đá; hai chiếc giếng tròn được trang trí bằng rất nhiều trục đá, cối đá trước sân chùa; cây cầu đá dài gần 3m; hành lang, lối đi bằng cối đá đủ các kích cỡ. Đặc biệt là tấm bản đồ Việt Nam dài 30m, rộng 10m được xếp bằng khoảng 300 cối đá trong khuôn viên chùa.
Các công trình bị chiến tranh tàn phá, một số còn lại bị phong hóa hư nát, từ đầu thập niên 1990, sau Nghị quyết 24 của Bộ Chính trị về "Tăng cường công tác tôn giáo trong tình hình mới", đã được trùng tu xây dựng: xây ngôi chính điện (1994), xây dựng tam quan - gác chuông (1996), trùng tu ngôi thượng điện - nhà Tổ (1997), trùng tu ngôi Cửu phẩm liên hoa (1999), điện Thánh Mẫu (2000), tạc thêm tượng Cửu phẩm liên hoa (2004), dựng tháp tổ sư Chân Nguyên (2011), tạc 21 pho tượng Phật, tổ bằng đá (2015).

## Văn bia và cổ vật
Chùa có tấm bia cổ (nay đã mất), hai mặt khắc hai bài ký với hai niên đại sớm gồm: Lý Thái Bình (Lý Thánh Tông, 1054 – 1058, niên hiệu Long Thụy Thái Bình) và Đại Chính nguyên niên (Mạc Thái Tông, 1530). Ngoài ra có một bát hương năm Hoằng Định thứ 19 (1619).
Tấm bia “Kiến khai Cửu Phẩm Liên Hoa bi ký” có niên đại năm Chính Hòa thứ 13 (1692) (đời vua Lê Hy Tông), xác nhận niên đại của kiến trúc hiện thời, bia ghi:
| “ | Dân lành Cập Nhất có trí mộ đạo đã cùng nhau làm việc thiện quyên tiền góp gỗ, chung sức lực và mời mấy vị hòa thượng có tín nhiệm của phái Trúc Lâm là thiền sư Chân Nguyên về dựng cây Cửu phẩm liên hoa vào mùa xuân năm Nhâm Thân, Chính Hòa thứ 13. | ” |

### Cửu Phẩm Liên Hoa
Cây Cửu Phẩm Liên Hoa hơn 320 năm tuổi là tác phẩm nghệ thuật giá trị và lâu đời nhất tại chùa hiện nay. Năm 2016, Thủ tướng Chính phủ đã công nhận tòa Cửu Phẩm Liên Hoa này là bảo vật quốc gia. Hiện nay tại Việt Nam chỉ tồn tại đúng ba tòa tháp Cửu phẩm liên hoa cổ bằng gỗ, hai tháp còn lại đặt tại chùa Giám (Hải Dương) và chùa Bút Tháp (Bắc Ninh).
Trong phần Tiểu sử và trong phần tựa tác phẩm Kiến tính thành Phật có chép về thiến sư Chân Nguyên Tuệ Đăng trong 9 năm từ năm 1684:"… ra sức tạo dựng đài Cửu Phẩm Liên Hoa, qua chín năm thì hoàn thành ba đài ở ba nơi: đài ở chùa Quỳnh Lâm núi Tiên Du, đài ở chùa Hoa Yên núi Yên Tử, đài ở chùa Linh Ứng huyện Thanh Hà".
Cây Cửu Phẩm Liên Hoa đặt ở giữa lòng nội thất tòa (nhà) Cửu phẩm, cao 5m30, mặt cắt 6 cạnh đều, 8 tầng dưới, mỗi tầng cao đều 54 cm, tầng trên cùng cao 98 cm. 9 tầng, 6 mặt, mỗi mặt gắn 3 pho tượng nhỏ, tổng số tượng là 162 pho, năm 1989 còn 146 pho. Ba tượng nhỏ mỗi mặt gồm Phật A Di Đà ở giữa, hai bên là tượng Quan Âm Bồ Tát và Thế Chí Bồ Tát, cũng có cạnh là tượng Phật A Di Đà và Văn Thù Bồ Tát, Phổ Hiển Bồ Tát. Các tượng có kích cỡ bằng bắp tay được tạo tác bằng gỗ, thếp vàng rất tinh xảo. Nhìn tổng thể, tòa cửu phẩm là một kiến trúc đặc sắc về thế giới Phật pháp vô biên, huyền diệu, tầng tầng lớp lớp.
Cây Cửu Phẩm Liên Hoa được đặt trên những chiếc chân cột đá hình hoa sen. Trước đây đài cửu phẩm có thể quay tròn quanh trục. Qua thời gian, đến nay đài cửu phẩm không còn quay được nữa. Trong 162 pho tượng cổ trên tòa cửu phẩm đã bị kẻ gian lấy mất 60 pho. Nhiều pho tượng hiện giờ mới được làm lại khi trùng tu (năm 1999).

### Hoành phi, câu đối
Ở nhà tổ của chùa hiện còn bức hoành phi: 曇 花 一 現 (Đàm hoa nhất hiện: nghĩa là: hoa Quỳnh chỉ hiện một lần, ý nói sự cao quý; giống thành ngữ: Sớm nở tối tàn)